# Laugasa
Laugasa là một chi bướm đêm thuộc họ Erebidae.